# Попов, Евгений Иванович (священник)
Евге́ний Ива́нович Попо́в (1813, Ярославская губерния — 15 [27] октября 1875, Санкт-Петербург) — протоиерей Русской православной церкви, магистр Санкт-Петербургской духовной академии; был священником русской церкви за границей в продолжение 37 лет.

## Краткая биография
Сын священника Ярославской губернии Иоанна Васильевича Попова (был протоиереем Даниловского собора, умер в сентябре 1858). Родился в 1813 году. Окончил Ярославскую духовную семинарию и в 1835 году — Санкт-Петербургскую духовную академию со степенью магистра.
Два года преподавал в Тверской духовной семинарии. В 1838 году был рукоположён в священники к посольской русской церкви в Копенгагене, а после кончины в 1840 году посольского священника в Лондоне, Иакова Смирнова, был переведён в Англию. Во время Крымской войны он много послужил к поддержке и утешению русских пленных, за что ему была объявлена особая благодарность Императора Николая I. В 1859 году он был избран в корреспонденты Конференции Санкт-Петербургской духовной академии, «для доставления полезных сведений об открытиях на Западе, относящихся к духовной учёности».
Хорошо знакомый с английской жизнью, он был душой русской колонии в Англии. Много трудился для ознакомления англичан с Россией и с православной церковью. Был главным консультантом англиканского священника Джона Мэйзона Нила в работе над многотомной «Историей Православной Восточной Церкви».
Из его литературных трудов известны следующие:
- «Начатки движения в англиканской церкви к соединению с восточной» (М., 1865);
- «О началах английского университетского образования»;
- перевод сочинений Юлиуса Йозефа Овербека о воссоединении англиканской церкви с православной (Христианское чтение);
- перевод сочинений Тодда «Чтения для детей»;
- рукопись «Записки о Крымской войне» (не издана);
- большой ряд статей и корреспонденции в русских духовных журналах («Православное обозрение», «Христианское чтение», «Странник»).

Умер 15 (27) октября 1875 года. Похоронен на Никольском кладбище Александро-Невской лавры.

## Семья
- Дочь — Елизавета, замужем за тайным советником И. Т. Осининым[4].
- Дочь — Анна, замужем за Д. А. Пещуровым
- Сын — Василий, помогал отцу в русской посольской церкви в Лондоне: служил псаломщиком, затем дьяконом; после смерти отца отправлял богослужения в храме. В конце 1874 года был назначен священником Походной дворцовой церкви великой княгини Марии Александровны, герцогини Эдинбургской. Умер в Лондоне в 1877 году от эпилепсии на тридцать девятом году жизни[5].